# تیبورسالاش
تیبورسالاش (به مجاری:  Tiborszállás) یک منطقهٔ مسکونی در مجارستان است که در ناحیه ماته‌سالکا واقع شده‌ است. تیبورسالاش ۲۵٫۵۲ کیلومتر مربع مساحت و ۱٬۰۲۳ نفر جمعیت دارد.